# John Cairney
John Cairney (* 16. Februar 1930 in Schottland, Großbritannien; † 6. September 2023 in Glasgow) war ein britischer Schauspieler.

## Leben
Cairney begann seine Karriere als Schauspieler im Theater, dem er auch lebenslang treu blieb. Bekannt wurde er insbesondere durch seine Darstellung des Dichters Robert Burns ab 1965 in dem Stück There Was A Man. Er betitelte schließlich seine 1987 erschienene Autobiografie The Man Who Played Burns.
Im Jahre 1954 begann er seine Fernsehlaufbahnmit der Fernsehserie General Electric Theater. Seine erste Filmrolle war 1957 im Film Ill Met by Moonlight. Im selben Jahr spielte Cairney in den Filmen Volltreffer ins Glück, Mann im Feuer und Braut in jeder Straße. In diesem Jahr hatte Cairney am meisten zu tun gehabt.
Im Jahre 1963 spielte Cairney im Film Jason und die Argonauten die Rolle des Hylas. Das war einer seiner bekanntesten Rollen. In diesem Film spielte er neben den Schauspieler Nigel Green. Im selben Jahr spielte Cairney im Film Cleopatra mit. Zwei Jahre zuvor hatte er einen Auftritt in der berühmten Fernsehserie Mit Schirm, Charme und Melone. Cairneys letzter Film in den 1960er-Jahren war der Film Sherlock Holmes’ größter Fall.
Nach dem Film Sherlock Holmes' größter Fall trat Cairney überwiegend in Fernsehserien mit, unter anderem in Die 2, High Tide – Ein cooles Duo und Wendy.
Cairney war zwei Mal verheiratet und lebte mit seiner zweite Ehefrau einige Jahre in Neuseeland. 2008 zogen sie zurück nach Glasgow, wo er am 6. September 2023 im Alter von 93 Jahren starb. Er hinterließ fünf Kinder aus seiner ersten Ehe.

## Filmografie (Auswahl)
- 1954: Knock (Fernsehfilm)
- 1957: Eine Braut in jeder Straße (Miracle in Soho)
- 1957: Volltreffer ins Glück (Lucky Jim)
- 1957: Der Mann im Feuer (Windom's Way)
- 1958: Die letzte Nacht der Titanic (A Night to Remember)
- 1959: Ein Händedruck des Teufels (Shake Hands with the Devil)
- 1959: Immer Ärger mit den Ladies (Operation Bullshine)
- 1960: Der Arzt und die Teufel (The Flesh and the Fiends)
- 1960: Marriage of Convenience
- 1961: Der Teufelskreis (Victim)
- 1963: Cleopatra
- 1963: Jason und die Argonauten (Jason and the Argonauts)
- 1964: Die Teufelspiraten (The Devil-Ship Pirates)
- 1965: Geheimauftrag für John Drake (Danger Man, Fernsehserie, Folge 1x14)
- 1965: Spaceflight IC-1
- 1965: Sherlock Holmes’ größter Fall (A Study in Terror)
- 1966–1967: This Man Craig (Fernsehserie, 52 Folgen)
- 1967: Der Mann mit dem Koffer (Man in a Suitcase, Fernsehserie, Folge 1x08)
- 1969: Mit Schirm, Charme und Melone (The Avengers, Fernsehserie, Folge 7x29)
- 1971: Elisabeth I. (Elizabeth R, Miniserie)
- 1971: Die 2 (The Persuaders!, Fernsehserie, Folge 1x24)
- 1971–1975: Jackanory (Fernsehserie, 24 Folgen)
- 1973: Scotch on the Rocks (Fernsehserie, 5 Folgen)
- 1979: The First Part of King Henry the Fourth (Fernsehfilm)
- 1988: Silent Mouse (Fernsehfilm)
- 1994, 1995: High Tide – Ein cooles Duo (High Tide, Fernsehserie, 2 Folgen)
- 1995: Geheimnisvolle Insel (Mysterious Island, Fernsehserie, Folge 1x18)
- 1995: Wendy (Riding High, Fernsehserie)
- 1998: The Chosen (Fernsehfilm)
- 1999: Nightmare Man